# ورم ليفي لثوي
وَرَمٌ لِيفِيّ لِثَوِيّ أو لِيْفُوم لِثَوِيّ (بالإنجليزية: Gingival fibroma)‏ هو حالة جِلْدِيَّة قد تُلاحَظ بالتزامُن مع حالة أُخرى هي التَصَلُّب الحَدَبيّ.